# Trisectriz de Deslanges

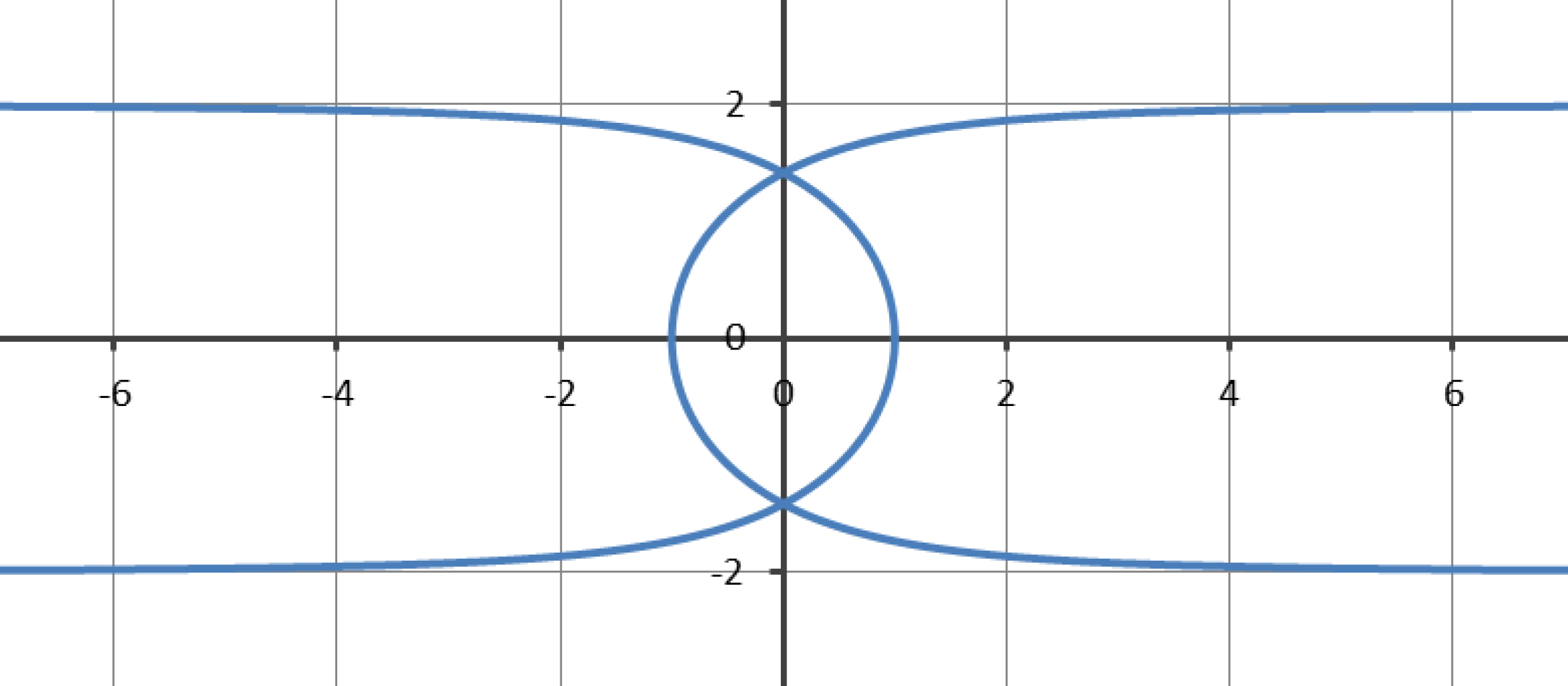
Trisectriz de Deslanges

La trisectriz de Deslanges (también escrito en ocasiones Delanges) es una curva que pertenece a la familia de las sectrices de Deslanges, que deben su nombre al ingeniero y matemático italiano Paolo Deslanges (c 1750-1810), quien las estudió en 1783. Como otras curvas trisectrices, puede utilizarse como medio auxiliar para efectuar la trisección de un ángulo con regla y compás, si bien el uso de medios auxiliares es un procedimiento que queda fuera de los métodos admisibles por la geometría clásica. 

## Definición geométrica

Construcción de la trisectriz de Deslanges

La construcción geométrica de la trisectriz de Deslanges se basa en una circunferencia de centro O, de forma que los puntos de la trisectriz son el lugar geométrico determinado por la intersección de dos familias de rectas:
- Rectas radiales desde el origen, con un ángulo {\displaystyle 2\alpha } con respecto al eje X.
- Rectas horizontales trazadas desde los puntos de intersección de semirrectas (con un ángulo {\displaystyle \alpha } con respecto al eje X) y la circunferencia de centro O.

De acuerdo con la imagen adjunta, para determinar un punto P, se trazan los dos radios OP1 (con ángulo {\displaystyle \alpha }) y OP2 (con ángulo {\displaystyle 2\alpha }), y desde el punto P1 (intersección del primer radio y la circunferencia) se traza una recta paralela al eje X, que se interseca con la semirrecta OP2 en el punto P.

## Ecuaciones
De acuerdo con la definición geométrica, se tiene que la ecuación polar toma la forma:
{\displaystyle \rho ={\frac {a}{\cos(\theta /2)}}}
Una forma equivalente de la ecuación en coordenadas polares, se vale de la función secante para compactar la expresión: {\displaystyle \rho =\sec(({{\theta -\sigma })/2)}} (siendo {\displaystyle \sigma } un parámetro para orientar la curva respecto al origen de los ángulos).
En coordenadas cartesianas, la ecuación de la trisectriz toma la forma:
{\displaystyle (x^{2}+y^{2}-2a^{2})^{2}=x^{2}(x^{2}+y^{2})}

## Propiedades
La trisectriz de Deslanges y el folium de Durero son curvas inversas entre sí con respecto a cualquier circunferencia que tenga su centro en el centro de simetría de ambas curvas.

## Trisección

Construcción de la trisección de un ángulo arbitrario

Para determinar la trisección de un ángulo {\displaystyle \alpha } arbitrario, se puede utilizar la construcción siguiente:
- Trazar la circunferencia tangente interior a la trisectriz, con centro en O y radio a.
- Trazar el radio que forma un ángulo {\displaystyle \alpha } en sentido antihorario desde el semieje positivo Ox, que determina en la circunferencia el punto P2.
- Trazar la tangente por P2 a la circunferencia, que cortará a la trisectriz en el punto P1.
- El ángulo P1OP2 mide {\displaystyle \alpha /3}.

## Sectrices de Deslanges
Cuando se generaliza la fórmula de trisectriz para un valor {\displaystyle n} distinto de 2, se obtiene la siguiente expresión:
{\displaystyle \rho ={\frac {a}{\cos(\theta /n)}}}
a partir de la que se pueden generar sectrices de Deslanges de orden {\displaystyle n+1} (para {\displaystyle n} entero).

## Imágenes
|  |  |